# Dogmersfield Park
Dogmersfield Park ou Dogmersfield House est une maison de campagne géorgienne classée Grade I, actuellement utilisée comme hôtel. Elle est située à Dogmersfield, un petit village du Hampshire, en Angleterre. Le domaine est enregistré dans le Domesday Book de 1086 comme « Doccemere feld ».
La construction du bâtiment actuel commence en 1748 lorsqu'un bloc rectangulaire de 3 étages est construit en brique dans le style géorgien. Des ailes supplémentaires sont ajoutées à la fin du XVIIIe siècle et à l'époque victorienne pour former un carré à trois côtés entourant une cour. La maison est ensuite complétée par l'ajout d'une chapelle moderne.

## Histoire
À l'époque médiévale, le manoir de Dogmersfield appartient aux évêques de Bath et Wells, qui y construisent un palais au XIIIe siècle, probablement à l'emplacement de la maison actuelle. Henry VI est un visiteur fréquent et Henry VII y emmène son fils aîné, le prince Arthur, pour rencontrer pour la première fois la future épouse de ce dernier, Catherine d'Aragon.
Le manoir est acquis en 1539 par Henri VIII et concédé en 1547 à Thomas, Lord Wriothesley, qui y construit une maison et un pigeonnier. Au XVIIe siècle, il passe entre de nombreuses mains avant d'être la propriété d'Ellis St John. Il commence à construire la maison actuelle en 1748 mais meurt la même année. Son fils et héritier, Paulet St John (1er baronnet) achève la tâche, agrandissant plus tard la maison et le domaine. Sous son fils Henry St John-Mildmay (3e baronnet), le canal de Basingstoke est construit à travers le terrain (1790-92). À la suite du décès du 6e baronnet, une grande partie du parc est vendue.

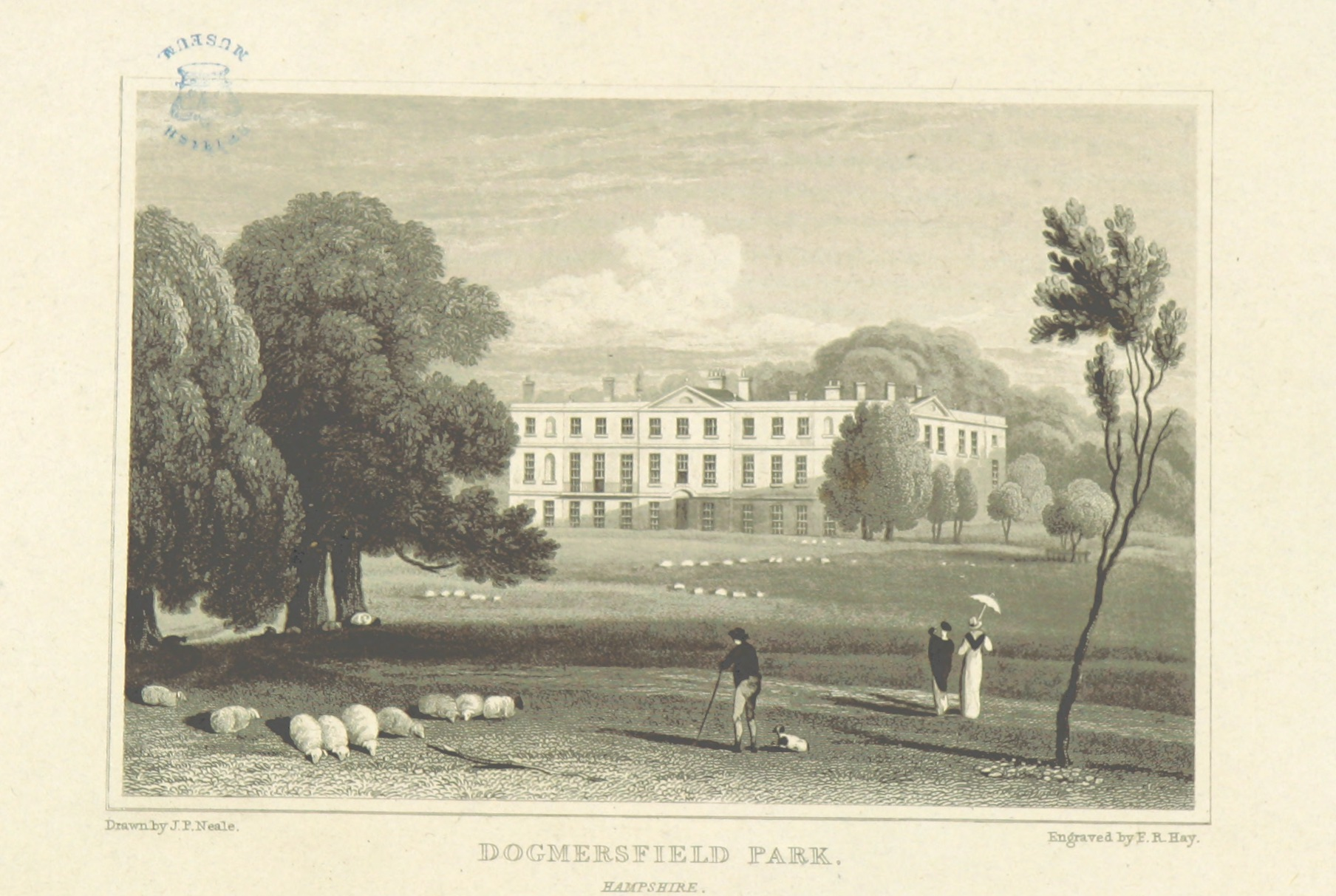
Gravure de Dogmersfield Park, d'après un dessin de Neale (1818)

Le 7e baronnet meurt sans enfant en 1929 et le domaine restant est vendu à Claud Ronald Anson et devient plus tard l'école Reeds (1933), puis un collège des Frères des écoles chrétiennes (1956) puis l'école Daneshill (1973). Le bâtiment est gravement endommagé par un incendie en 1981 et est acheté, rénové et agrandi pour être utilisé comme bureau par la société informatique américaine Amdahl Corporation. Ils vendent la propriété en 1996 à la société de logiciels Infor qui l'a à son tour mise en vente en 2000.
Depuis le printemps 2005, après l'achèvement d'une rénovation majeure, le manoir, sur 500 acres, est le Four Seasons Hotel Hampshire,.